# ابن قتیبه دینوری
ابومحمد عبدﷲ بن مسلم دینِوَری مروزی یا ابی‌محمد جبلی یا ابن قتیبهٔ دینوری (۸۲۸ – ۸۸۵ میلادی )(۲۱۳ – ۲۷۶قمری)، تاریخ‌نگار  نحوی محدث و همه چیزدان ایرانی‌تبار است. کتاب تاريخ الخلفاء (امامت و سياست) منسوب به اوست.

## زندگی
پدر او از اهل مرو بود. زادگاه خود ابن قتیبه بغداد یا کوفه می‌باشد. وی در جوانی در بغداد به آموختن پرداخت و سپس از سوی عبیدالله بن خاقان -وزیر متوکل- به قضاوت دینور فرستاده‌شد و سال‌ها در این مقام در این شهر به قضاوت پرداخت و از این رو شهرت دینوری یافت. در میانسالی به بغداد بازگشت و تا پایان زندگی به آموزش نحو به شاگردان پرداخت. مرگ او به دلیل بیماری بر اثر خوردن هریسه رخ‌داد.
ابن قتیبه دشمن معتزله، جبری‌مسلک، هوادار برتری عرب بر عجم و از پیروان احمد بن حنبل بود.

## آثار
- تأویل غریب القرآن
- الامامة و السياسة
- غریب الحدیث
- عیون الأخبار
- مشکل القرآن
- مشکل الحدیث
- تأویل مختلف الحدیث
- عبارة الرؤیا
- المعارف
- الأشربة
- إصلاح الغلط
- کتاب التقفیة
- کتاب الخیل
- کتاب إعراب القراءات
- کتاب الأنواء
- کتاب المسائل والأجوبة
- کتاب المیسر والقداح وغیر ذلک
- الشعر والشعراء
- کتاب المعانی الکبیر
- أدب الکاتب

### الامامه و السیاسه
کتاب الإمامة و السیاسة به او نسب داده شده در حالی که ابن ندیم انرا در فهرست آثار او ذکر نکرده‌است در متن کتاب هم به‌طور واضح مطالبی هست که نشان از این دارد که این کتاب از ان ابن قتیبه نیست مثل کتاب مذکور از ابولیلی روایت می‌کند و ابولیلی سال(۵۱۴۸) شصت و پنج سال قبل از ابن قتیبه در کوفه قاضی بوده‌است. مؤلف الامامه و السیاسه فتح اندلس را از زنی نقل کرده که خود او را دیده‌است و حال فتح اندلس ۱۲۰ سال قبل از تولد ابن قتیبه بوده‌است. بروکلمان Brakeman می‌گوید: کتاب‌الامامه و السیاسه را به ابن قتیبه نسبت داده‌اند. در حالی که دی گوی DEGEIE می‌گوید: کتاب الامامه و السیاسه در مصر یا در مغرب و در زمان ابن قتیبه تصنیف شده‌است و قسمتی از آن کتاب از تاریخ ابن‌حبیب مأخوذ شده‌است. و در دائرةالمعارف الاسلامیة نیز آمده‌است: این کتاب را به ابن قتیبه نسبت داده‌اند در حالیکه دی گوی DE GEIE ترجیح می‌دهد که مصنف آن مردی مصری یا مغربی و معاصر ابن قتیبه بوده‌است. و دائرةالمعارف بزرگ اسلامی در فهرست تصانیف ابن قتیبه چنین می‌نویسد: کتابهایی که انتسابشان به ابن قتیبه قطعاً یا به احتمال قوی مردود است: ۱ـ الالفاظ المغربة بالالقاب المعربة، که نسخه‌ای از آن در جامعه القرویین فاس موجود است، (کوکنت، همان ۱۶۲) ۲ـ الامامة و السیاسةکه بارها به چاپ رسیده، از جمله در ۱۹۵۷ م در قاهره و نیز در ۱۹۸۵ م به کوشش طه محمد زینی.